# MONDAY FOOTBALL R
MONDAY FOOTBALL R（マンデー・フットボール・アール）は2014年4月15日未明（14日深夜）から2016年3月22日未明 (21日深夜)まで、フジテレビと一部の系列局で「第8地区」エリア2・第1部（ローカルセールス枠）として火曜日0:35 - 1:00（月曜日深夜）に放送されたサッカー専門情報番組である。テレビ欄での略称はマンフト。
放送期間・放送時間はフジテレビ（制作局、関東地区）のもの。

## 概要
ベースとなる企画は、この前座に放送されている帯番組「すぽると!」の月曜日放送分（2015年度は月曜日23:55 - 翌0:25）で放送された海外サッカーを取り上げたコーナー「MONDAY FOOTBALL」。
フジテレビでは1994年に三浦知良が進出したイタリア・セリエAのハイライト番組「セリエAダイジェスト」を放送して以来、ヨーロッパを中心としたサッカー情報の番組を作り続け、「すぽると!」でもイングランド・プレミアリーグ、ドイツ・ブンデスリーガ、スペイン・リーガ・エスパニョーラ、そしてセリエAを中心として、日本人選手をメインに世界のスーパースターのプレーぶりについて放送してきた。
これを2014年4月からスピンオフ番組化し、より充実した海外サッカー情報を提供する。番組題の「R」は視聴者の五感に突き刺さる世界のサッカー情報をリアルに提供するという意味が込められている。また視聴者の顔写真（著作権に絡むもの、公序良俗に反するものは不可）を選手タイトルにして放送で紹介するプレゼント企画（毎回10名）が行われる。
2016年3月22日、1時間スペシャルの放送をもって、番組を終了した。

## 出演者
MC
- ハリー杉山
- 永島優美（フジテレビアナウンサー、2014年10月14日 - 2016年3月22日）
  - 2015年7月27日・8月24日は永島が不在のため小澤陽子（フジテレビアナウンサー）が代理MCをした。

その他
- フジテレビ系サッカー解説者若干名

### 過去の出演者
アシスタント
- Cherry（2014年4月15日 - 9月15日）

## ネット局
いずれもフジテレビ系列局。
| 放送対象地域   | 放送局             | 放送日時                     | 放送期間                      | 遅れ       |
| -------------- | ------------------ | ---------------------------- | ----------------------------- | ---------- |
| 関東広域圏     | フジテレビ         | 火曜 0:25 - 0:55（月曜深夜） | 2014年4月15日 - 2016年3月22日 | 制作局     |
| 岩手県         | 岩手めんこいテレビ | 火曜 0:25 - 0:55（月曜深夜） | 2015年4月14日 - 2016年3月22日 | 同時ネット |
| 宮城県         | 仙台放送           | 火曜 0:25 - 0:55（月曜深夜） | 2014年4月15日 - 2016年3月22日 | 同時ネット |
| 福島県         | 福島テレビ         | 火曜 0:25 - 0:55（月曜深夜） | 2014年4月15日 - 2016年3月22日 | 同時ネット |
| 長野県         | 長野放送           | 火曜 0:25 - 0:55（月曜深夜） | 2014年4月15日 - 2016年3月22日 | 同時ネット |
| 岡山県・香川県 | 岡山放送           | 火曜 0:25 - 0:55（月曜深夜） | 2014年4月15日 - 2016年3月22日 | 同時ネット |
| 中京広域圏     | 東海テレビ         | 火曜 1:05 - 1:35（月曜深夜） | 2014年4月15日 - 2016年3月22日 | 10分遅れ   |

## 過去のネット局
いずれもフジテレビ系列局。
| 放送対象地域 | 放送局             | 放送日時                    | 放送期間                      | 遅れ       |
| ------------ | ------------------ | --------------------------- | ----------------------------- | ---------- |
| 秋田県       | 秋田テレビ         | 火曜 0:35 - 1:00 (月曜深夜) | 2014年4月15日 - 9月15日       | 同時ネット |
| 愛媛県       | テレビ愛媛         | 火曜 0:35 - 1:00 (月曜深夜) | 2014年4月15日 - 9月15日       | 同時ネット |
| 高知県       | 高知さんさんテレビ | 火曜 0:35 - 1:00 (月曜深夜) | 2014年4月15日 - 9月15日       | 同時ネット |
| 北海道       | 北海道文化放送     | 火曜 1:25 - 1:50 (月曜深夜) | 2014年4月15日 - 9月15日       | 50分遅れ   |
| 静岡県       | テレビ静岡         | 火曜 0:35 - 1:00 (月曜深夜) | 2014年4月15日 - 2015年3月23日 | 同時ネット |

## 関連番組
- セリエAダイジェスト
- サッカー小僧
- さんまの天国と地獄
- 欧州蹴球ダイジェスト
- スーパーサッカー (TBSのサッカー番組)